# Cédric Djeugoué
Cédric Djeugoué   (Moungo, 28 d'agost de 1992) és un futbolista camerunès que juga com a lateral dret. Actualment milita al Coton Sport. Ha sigut internacional amb la selecció del seu país